# جان هیک
جان هاروود هیک (به انگلیسی: John Harwood Hick) ‏ (۱۹۲۲ در یورک‌شر - ۹ فوریه ۲۰۱۲) فیلسوف دین و نظریه‌پرداز کثرت‌گرایی دینی است. او در اسفندماه ۱۳۸۳ سفری به ایران داشت.

## زندگی
در ۱۹۲۲ (میلادی) در یورکشایر به دنیا آمد و در ۱۹۴۰ به کلیسای پروتستان در انگلیس پیوست. وی ابتدا در دانشگاه هال حقوق خواند، پس از گذراندن مدتی از خدمت سربازی برای تحصیل فلسفه به دانشگاه ادینبورگ رفت و پس از آن از دانشگاه آکسفرد دکتری فلسفه گرفت. هیک بعداً سه سال به عنوان کشیش خدمت کرد. در ۱۹۶۷ به استادی دانشگاه بیرمنگام انتخاب شد و سپس در ۱۹۸۲ به مقام استادی تمام‌وقت در مدرسهٔ کلارمونت منصوب شد. هیک در سال ۱۹۵۳ با جوا هازل باورز ازدواج کرد. هیک در سال ۲۰۰۹ به عضویت جامعهٔ دینی کوئیکرز در بریتانیا درآمد. وی در نهم فوریه ۲۰۱۲ در شهر بیرمنگام درگذشت.

## پلورالیسم
پلورالیسم برای اولین بار توسط جان هیک و ویلفرد کنت ول اسمیت مطرح شد

## اختلاف با سید حسین نصر
میان جان هیک و دکتر سید حسین نصر در مورد پلورالیسم اختلاف نظرهایی وجود دارد. جان هیک معتقد است که به جای واژه «خدا» باید از «واقعیت نهایی» استفاده کرد، زیرا برخی ادیان خدا را نمی‌شناسند. این واقعیت نهایی، غیرقابل توصیف است، ولی انسان نسبت به آن واکنشی دارد و بر اساس این واکنش به احساس درونی، ادیان را می‌سازد. در مقابل، سید حسین نصر معتقد است خدا ادیان مختلف را برای انسان فرستاده‌است و دین صرفاً ساخته ذهن انسان نیست.

## مباحثه باعلی‌اکبر رشاد
در تاریخ ۳/۱۱/۸۳ ه‍.ش)، بنا به دعوت قبلی، پروفسور جان هیک، در جمع اعضای هیئت علمی پژوهشگاه فرهنگ و اندیشه اسلامی در تهران حضور یافت که علی‌اکبر رشاد، رئیس پژوهشگاه فرهنگ و اندیشه اسلامی، طی بحثی فشرده به نقد اجمالی نظریهٔ پلورالیسم دینی پرداخت. سپس جان هیک ضمن پاسخ‌گویی به برخی نقدها، مقاله‌ای را با عنوان «پلورالیسم دینی و اسلام» قرائت کرد که در شمارهٔ ۳۷ فصلنامهٔ قبسات درج شده‌است.

ابتنای نظریهٔ پلورالیسم دینی بر مدل معرفت‌شناختی کانت و طبعاً تسری نقد و نقض‌های وارد بر ایمانوئل کانت به نظریه هیک؛ بیهودگی دغدغه حقیقت دین و دین حقیقی با فرض پذیرش تکثرگرایی دینی؛ ناسازگاری پلورالیسم دینی با مواضع انحصارگرایانه ادیان و ناروا بودن تمسک به شواهدی در ادیان برای توجیه نظریه؛ چالش معیار در دایرهٔ شمول پلورالیسم دینی؛ خلط سنت دینی و حقیقت دینی؛ ناکارآمدی تکثرگرایی دینی در تأمین دغدغه هم‌زیستی مسالمت‌آمیز پیروان ادیان و… از جملهٔ کاستی‌های نظریه است که رشاد آن‌ها را در نقد هیک، مورد تأکید قرار داد.

در سال ۱۳۹۱ علی‌اکبر رشاد کتابی با عنوان «مباحثه با جان هیک» به چاپ رساند که متشکل است از مذاکرات و مکاتبات انتقادی ده‌ساله‌ای که در فاصله سال‌های ۲۰۰۲/۱۳۸۱ تا ۲۰۱۲/۱۳۹۰، میان ایشان و جان هیک، صاحب نظریه پلورالیسم دینی جریان داشته‌است.

## آثار ترجمه‌شده به فارسی
- مباحث پلورالیسم دینی، جان هیک، عبدالرحیم گواهی (مترجم)، ناشر: علم، ۱۳۸۷
- اثبات وجود خداوند، عبدالرحیم گواهی، جان هیک، ناشر: دفتر نشر فرهنگ اسلامی، ۱۳۸۲
- کلام فلسفی (مجموعه مقالات)، جان هیک، الوین پلانتینگا، جی.ال. مکی، احمدبن محمدمهدی نراقی (مترجم)، ابراهیم سلطانی (مترجم)، ناشر: صراط، ۱۳۸۴
- اسطوره تجسد خدا، جان هیک، محمدحسن محمدی مظفر (مترجم)، عبدالرحیم سلیمانی اردستانی (مترجم)، ناشر: حوزه علمیه قم، مرکز مطالعات و تحقیقات ادیان و مذاهب، ۱۳۸۶
- بعد پنجم، کاوش در قلمرو روحانی، جان هیک، بهزاد سالکی (مترجم)، ناشر: قصیده سرا، ۱۳۸۲
- فلسفه دین، جان هیک، بهزاد سالکی (مترجم)، ناشر: بین‌المللی الهدی، ۱۳۹۰
- میان شک و ایمان: گفتگوهایی دربارهٔ دین و عقل، جان هیک، ادیب فروتن (مترجم)، ناشر: ققنوس، ۱۳۹۶